# 마테오 렌치
마테오 렌치(Matteo Renzi, 1975년 1월 11일 ~ )는 이탈리아의 정치인이다. 2014년부터 2016년까지 이탈리아 총리로 활동했으며 2018년부터는 피렌체의 상원 의원으로 재임 중이다. 2019년 이래로 생동하는 이탈리아의 대표이며 2013년부터 2018년까지 2017년의 일시적 사임 기간을 포함해 이탈리아 민주당의 사무총장으로 있었다.